# Echtra Fergusa maic Léte
Echtra Fergusa maic Léte [ˈextra ˈfʴerɣusʴa mak ˈleːte] („Das Abenteuer von Fergus mac Léite“) ist der Titel einer Erzählung aus dem Ulster-Zyklus der Irischen Mythologie.

## Inhalt
Der Ulster-König Fergus mac Léite hat die geis (Tabu), niemals im Wasser des Lough Rudhraighe (Inner Dundrum Bay) tauchen zu dürfen. Als er eines Tages von einigen lúchorpáin („kleine Gestalten/Körper“ = Leprechaun, hier als Wassergeister verstanden) im Schlaf überrascht und ins Wasser geworfen wird, gelingt es ihm, einige festzuhalten und zur Erfüllung von drei Wünschen zu zwingen. Einer davon ist die Fähigkeit, unter Wasser atmen zu können – überall, außer im Lough Rudhraighe.
Als er trotzdem versucht, dort zu tauchen, begegnet ihm ein Meeresungeheuer (altirisch: muirdris), das sich blitzartig zusammenziehen und wieder aufblasen kann. Darüber erschrickt Fergus so sehr, dass sich sein Gesicht verzerrt und so bleibt. Obwohl er mit diesem Makel als König eigentlich nicht mehr herrschen dürfte, verraten ihm die Ulter nicht, wie er aussieht und belassen ihn auch in seiner Funktion. Alle Spiegel werden aus seiner Umgebung entfernt, damit er sein verzerrtes Gesicht nicht sehen kann. Erst als ihm nach sieben Jahren eine Dienerin, die er auspeitscht, aus Zorn darüber sein Gesicht in einem Spiegel zeigt, erkennt er die Wahrheit. Deshalb kehrt er zum Lough Rudhraighe zurück und tötet das Monster in einem zweitägigen Kampf, stirbt aber ebenfalls dabei, weil er hier nicht unter Wasser atmen kann.

## Weblink
- The Saga of Fergus mac Léti – Echtra Fergusa maic Léti auf sejh.pagesperso-orange.fr